# Кріш-Старчево культура
Старчево-Крішська культура (Starčevo-Körös-Criş) — поширена в Українському Закарпатті, неоліт якого тісно пов'язаний з неолітом Подунав'я, датується VII–V тис. до н. е. На досліджених тут поселеннях Заставне та Рівне виявлена характерна плоскодонна кераміка з орнаментом у вигляді прокреслених ліній, защипів та шишок. Знайдені глиняні антропоморфні фігурки, кам'яні шліфовані сокири. Назву отримала по найдавнішим поселенням в Сербії (Старчево), Угорщині (Переш) і Румунії (Кріш). Основне заняття — землеробство (вирощували пшеницю, просо, ячмінь), скотарство, полювання і рибальство. Носії культури селилися в обмазаних глиною плетених будинках, що стояли поблизу річок. Змінюється новою хвилею анатолійських землеробів — культурою Вінча.

## Антропологічний вигляд
Носії культури відносилися до середземноморської раси, що різко виділяло їх серед місцевих мезолітичних кроманьйонців, нащадків культури Лепенського Віра.

## Генезис
Старчево-Крішська культура має анатолійські витоки. Її місцевою попередницею була культура Лепенскі-Вір.

## Ділення
Культура ділиться на окремі археологічні групи зі своєю територією і особливостями:
- Старчево
- Караново
- Анзабегово
- Породін
- Кереш
- Дудешти
- Овчарова
- Цонево
- Чавдар

## Географія
Югославія (Старчево), Румунія (Кріш), Угорщина (Переш), Болгарія (Караново I), Греція (пре-Сескло). На заході культура поширювалася до території Хорватії (район міста Беловар), де поселення виникли на самій пізній стадії розвитку.
А. Л. Монгайт відзначає, що кераміка, подібна культурі Старчево-Кріш, була виявлена в Іспанії у печері Куева-де-ла-Сарса.